# Macula (esogeologia)
Macula (plurale: maculae) è un termine latino che nel campo dell'esogeologia è utilizzato per designare formazioni geologiche extraterrestri più scure rispetto alla superficie circostante, eventualmente anche di forma irregolare, qualora sia impossibile determinarne l'esatta natura fisica. 
La terminologia ufficiale proposta dall'Unione Astronomica Internazionale individua strutture di questo tipo sul pianeta Marte, sul satellite gioviano Europa, sul satellite saturniano Titano e sul satellite nettuniano Tritone.

## Maculae
Maculae su Marte:
- Olympus Maculae

Maculae su Europa:
- Boeotia Macula
- Castalia Macula
- Cyclades Macula
- Thera Macula
- Thrace Macula

Maculae su Titano:
- Eir Macula
- Elpis Macula
- Ganesa Macula
- Genetaska Macula
- Omacatl Macula
- Polaznik Macula
- Polelya Macula

Maculae su Tritone:
- Akupara Maculae
- Doro Macula
- Kikimora Maculae
- Namazu Macula
- Rem Maculae
- Viviane Macula
- Zin Maculae